# Radwimps (альбом)
Radwimps — дебютный альбом японской рок-группы RADWIMPS, выпущенный 2 июля 2003 года инди-лейблом Newtraxx.

## Об альбоме
В июне 2002 года группа сперва создала другой альбом, так же названный «Radwimps», который группа продавала на концертах за 500 иен. В нём были песни «Aoi Haru», «Iyan», «Shinzou», «Moshi mo» и «Aimai», которые все были включены в их дебютный альбом.
Альбому предшествовал сингл «Moshi mo», который позволил группе выиграть музыкальный фестиваль старших школ Йокохамы в 2002 году. 10 000 экземпляров было напечатано и продано по 100 иен каждый. После релиза сингла группа провела тур по Йокохаме, включая сольное выступление в клубе 24West. В июле альбом Radwimps был выпущен через инди-лейбл Newtraxx, песни в котором были написаны группой в средней школе.
В августе 2003 года группа взяла перерыв, чтобы позволить вокалисту Ёдзиро Ноде и другим участникам сосредоточиться на их школьных экзаменах. Когда группа вернулась в 2004 году, Юсукэ Сайки, Кэй Асо и Акио Сибафудзи больше не были частью коллектива, делая 
этот альбом единственным с первоначальным составом.

## Список композиций
| №                   | Название | Длительность |
| ------------------- | --- | ------------ |
| 1.                  | «Jinsei Deai» (人生出会い)                                                                                       | 5:42         |
| 2.                  | «Jiboujiki Jikochuushin-teki (Shishunki) Jiko Izonshou no Shounen» (自暴自棄自己中心的 (思春期)自己依存症の少年) | 4:37         |
| 3.                  | «Shinzou» (心臓)                                                                                                 | 6:18         |
| 4.                  | «Moshi mo ("Minna Isshou ni" version)» (もしも「みんな一緒に」バージョン)                                        | 5:38         |
| 5.                  | «Samishii Boku» (さみしい僕)                                                                                     | 4:21         |
| 6.                  | «Kondōmu» (コンドーム)                                                                                           | 4:54         |
| 7.                  | «Aoi Haru» (青い春)                                                                                              | 4:07         |
| 8.                  | «"Boku" to "Boku"» (「ぼく」と「僕」)                                                                            | 2:56         |
| 9.                  | «Aimai» (あいまい)                                                                                               | 2:59         |
| 10.                 | «Iyan» (嫌ん) | 5:57         |
| 11.                 | «"Zutto Daisuki dayo" "Honto?..."» (「ずっと大好きだよ」「ほんと?・・・」)                                       | 6:43         |
| 12.                 | «Ai e» (愛へ) | 5:00         |
| 13.                 | «Ai Rabu Yuu» (あいラブユー)                                                                                     | 3:02         |
| Общая длительность: | Общая длительность:                                                                                              | 1:03:23      |

## Позиции в чартах
| Чарт (2007)                 | Высшая позиция |
| --------------------------- | -------------- |
| Еженедельные альбомы Oricon | 86             |

## Продажи и сертификации
| Чарт                      | Количество      |
| ------------------------- | --------------- |
| Физические продажи Oricon | 91 000          |
| Сертификация RIAJ         | Gold (100 000+) |